# Sredec (szczyt)
Sredec (bułg. Средец) – szczyt masywu Witosza, w Bułgarii, o wysokości 1969 m n.p.m.